# ادگار فور
ادگار فور (انگلیسی: Edgar Faure؛ ۱۸ اوت ۱۹۰۸ – ۳۰ مارس ۱۹۸۸) سیاستمدار، دیپلمات، تاریخ‌نگار، نویسنده، و وکیل اهل فرانسه بود.